# NFL sezona 1961.
NFL sezona 1961. je 42. po redu sezona nacionalne lige američkog nogometa. 
Sezona je počela 17. rujna 1961. Utakmica za naslov prvaka NFL lige odigrana je 31. prosinca 1961. u Green Bayu u Wisconsinu na City Stadiumu. U njoj su se sastali pobjednici istočne konferencije New York Giantsi i pobjednici zapadne konferencije Green Bay Packersi. Pobijedili su Packersi rezultatom 37:0 i osvojili svoj sedmi naslov prvaka NFL-a. U utakmici za treće mjesto (Playoff Bowlu) Detroit Lionsi su pobijedili Philadelphia Eaglese 38:10.
Za sezonu 1961. je regularni dio sezone proširen s 12 utakmica na 14. Također, liga je ulaskom Minnesota Vikingsa proširena na 14 momčadi. Vikingsi su smješteni u Zapadnu konferenciju, a Dallas Cowboysi su zbog toga premješteni u istočnu konferenciju.

## Poredak po divizijama na kraju regularnog dijela sezone
| Istočna konferencija |     |     |     |      |     |     |
| Momčad               | Pob | Por | Ner | %    | P+  | P-  |
| New York Giants*     | 10  | 3   | 1   | 76,9 | 368 | 220 |
| Philadelphia Eagles  | 10  | 4   | 0   | 71,4 | 361 | 297 |
| Cleveland Browns     | 8   | 5   | 1   | 61,5 | 319 | 270 |
| St. Louis Cardinals  | 7   | 7   | 0   | 50,0 | 279 | 267 |
| Pittsburgh Steelers  | 6   | 8   | 0   | 42,9 | 295 | 287 |
| Dallas Cowboys       | 4   | 9   | 1   | 30,8 | 236 | 380 |
| Washington Redskins  | 1   | 12  | 1   | 7,7  | 174 | 392 |

| Zapadna konferencija |     |     |     |      |     |     |
| Momčad               | Pob | Por | Ner | %    | P+  | P-  |
| Green Bay Packers*   | 11  | 3   | 0   | 78,6 | 391 | 223 |
| Detroit Lions        | 8   | 5   | 1   | 61,5 | 270 | 258 |
| Baltimore Colts      | 8   | 6   | 0   | 57,1 | 302 | 307 |
| Chicago Bears        | 8   | 6   | 0   | 57,1 | 326 | 302 |
| San Francisco 49ers  | 7   | 6   | 1   | 53,8 | 346 | 272 |
| Los Angeles Rams     | 4   | 10  | 0   | 28,6 | 263 | 333 |
| Minnesota Vikings    | 3   | 11  | 0   | 21,4 | 285 | 407 |

Napomena: * - pobjednici konferencije, % - postotak pobjeda, P± - postignuti/primljeni poeni

## Doigravanje

### Prvenstvena utakmica NFL-a
- 31. prosinca 1961. Green Bay Packers - New York Giants 37:0

### Playoff Bowl
- 6. siječnja 1962. Detroit Lions - Philadelphia Eagles 38:10

## Nagrade za sezonu 1961.
- Najkorisniji igrač (MVP) - Paul Hornung, running back, Green Bay Packers
- Trener godine - Allie Sherman, New York Giants

## Statistika

### Statistika po igračima

#### U napadu
- Najviše jarda dodavanja: Sonny Jurgensen, Philadelphia Eagles - 3723
- Najviše jarda probijanja: Jim Brown, Cleveland Browns - 1408
- Najviše uhvaćenih jarda dodavanja: Tommy McDonald, Philadelphia Eagles - 1144

#### U obrani
- Najviše presječenih lopti: Dick Lynch, New York Giants - 9

### Statistika po momčadima

#### U napadu
- Najviše postignutih poena: Green Bay Packers - 391 (27,9 po utakmici)
- Najviše ukupno osvojenih jarda: Philadelphia Eagles - 365,1 po utakmici
- Najviše jarda osvojenih dodavanjem: Philadelphia Eagles - 257,5 po utakmici
- Najviše jarda osvojenih probijanjem: Green Bay Packers - 167,9 po utakmici

#### U obrani
- Najmanje primljenih poena: New York Giants - 220 (15,7 po utakmici)
- Najmanje ukupno izgubljenih jarda: Baltimore Colts - 270,1 po utakmici
- Najmanje jarda izgubljenih dodavanjem: Baltimore Colts - 136,6 po utakmici
- Najmanje jarda izgubljenih probijanjem: Pittsburgh Steelers - 104,5 po utakmici

## Vanjske poveznice
- Pro-Football-Reference.com, statistika sezone 1961. u NFL-u
- NFL.com, sezona 1961.